# Noushin Ahmadi Khorasani
Noushin Ahmadi Khorasani, (Nezamabad, 1969) es una periodista, traductora y escritora iraní. Fundadora y directora de la página web Escuela feminista y activista social defensora de los derechos de las mujeres iraníes.

## Biografía
Khorasani ha utilizado sus dotes literarias para condenar la discriminación y abusos contra la mujer y promover el cambio en Irán. Cofundadora de la campaña Un Millón de Firmas, One Million Signatures para pedir cambios en las leyes iraníes y del Centro Cultural de la Mujer (Markaz-e Farhangi-ye Zanan). Este centro es una ONG que se centra en la salud de las mujeres y asuntos legales. Khorasani escribió varios libros sobre el movimiento de las mujeres en Irán y ganó en 2004 un premio otorgado por la Fundación de Patrimonio Persa, con un libro del que fue coautora junto con Parvin Ardalan sobre la primera abogada mujer del país, Mehrangiz Manouchehrian, titulado El Trabajo de la Senadora Mehrangiz Manouchehrian en la Lucha por los Derechos legales para  las mujeres.
En 2007, junto con Parvin Ardalan, fue condenada a tres años de prisión por amenazar la seguridad nacional. Liberada el 22 de septiembre de 2010 hasta el juicio después de ser informada de sus cargos por actividades de propagación contra el régimen a través de la escritura y contenido editorial en el sitio web Escuela Feminista, y su participación en las reuniones ilegales después de las elecciones de 2009. El 9 de junio de 2012, fue sentenciada a un año de encarcelamiento suspendido y cinco años de libertad condicional.

## Premios y reconocimientos
2004 Premio Latifeh Yarshater